# 大成国
大成国（だいせいこく）は、清末の1855年から1864年まで存続した、天地会の蜂起軍が広西省に建立した政権である。

## 概要
1855年4月、広東省の天地会の首領の陳開と李文茂が軍勢4万を率いて広州を包囲したが攻略できず、千隻の船団を率いて広西省に入り、潯州を占拠し、大成国を建てた。潯州を秀京と改称し、年号を洪徳とし、貨幣を鋳造した。陳開は平潯王と称し、李文茂を平靖王に、梁培友を平東王に、区潤を平西王に、梁大昌を定北王に封じた。その後、柳州・梧州・南寧に進軍し、長期にわたって清に対抗した。1861年、潯州が陥落し陳開は捕えられたが、戦闘は継続された。完全に壊滅したのは1864年である。

## 関連人物
- 陳開
- 李文茂
- 梁培友
- 李文彩
- 黄鼎鳳